# Teatre Apol·lo (Vilanova i la Geltrú)
El Teatre Apol·lo és una obra de Vilanova i la Geltrú (Garraf) inclosa a l'Inventari del Patrimoni Arquitectònic de Catalunya. Va existir del 1899 al 2005.

## Descripció
Edifici aïllat de grans dimensions, de planta rectangular amb coberta de teula a dues vessants. Els murs són de fusta i maó vist. La composició de la façana era originalment simètrica, però s'han modificat les obertures, trencant aquesta simetria. A la part posterior hi ha un cos annex de planta poligonal, amb dos nivells i coberta de teula.
Malgrat que no consta que s’hi hagués fet cap funció de circ, l’Apol·lo de Vilanova i la Geltrú era, tipològicament parlant, un teatre circ; el darrer dels de Catalunya. El valor arquitectònic de l’Apol·lo era la seva singularitat. Es distingia per tenir unes característiques inusitades en un teatre a la italiana convencional. L’edifici es componia de dues parts ben diferenciades morfològicament, estructural i constructiva: la circular, destinada segons el cas al públic i a l’arena central, i la caixa escènica, on s’allotjaven també els camerinos. El sistema estructural de la part circular consistia en dues rodelles de pilars de fusta, mentre que la caixa escènica i els camerinos eren de maó.
La construcció té un interès, a més d'històric, tipològic, ja que constitueix un dels escassos exemples d'un cert tipus de local popular d'espectacles de les darreries del segle passat.

## Història
L’origen de l’Apol·lo se situa l’any 1878, quan el marquès de Samà compra un hort que havia estat dels carmelites davant de l’Hospital i obre al públic els Jardins d’Apol·lo, a l’interior dels quals aixeca una sala de ball i l’any 1884 un cafè, just quan cedeix el recinte a l’Hospital. El 20 de maig del 1899 s’inaugura el Teatre Circ Apol·lo, amb materials procedents d’un teatre anterior de Vilanova: el Tívoli. L’any 1907 tenen lloc les primeres sessions de cinema, la programació de les quals pren protagonisme al llarg dels anys cinquanta, alternada amb balls organitzats pel Fomento Vilanovés.
Jean Guy Lecat, que era director tècnic de les Bouffes du Nord i cercador de llocs teatrals de Peter Brook, coneixia la sala des de 1998, la qual l’havia seduït per la seva originalitat i el seu valor espacial. L’any 2004 l’Ajuntament de Vilanova li encarrega un informe sobre la reobertura del local. En l’escrit que va presentar valorava la força teatral d’un lloc que mantenia viva la seva memòria. L’informe es va entregar el mes de desembre i al cap d’un mes el teatre fou pres per les flames. Un «accident» acabà amb la seva existència.